# Arnstein (Neder-Franken)
Arnstein is een stad en gemeente in de Duitse deelstaat Beieren, gelegen in het Landkreis Main-Spessart. De stad telt 8.158 inwoners.

## Geografie
Arnstein heeft een oppervlakte van 112,12 km² en ligt in het zuiden van Duitsland.

## Stadsdelen
- Altbessingen
- Arnstein
- Binsbach
- Binsfeld
- Büchold
- Gänheim
- Halsheim
- Heugrumbach
- Müdesheim
- Neubessingen
- Reuchelheim
- Schwebenried

Arnstein ·
Aura im Sinngrund ·
Birkenfeld ·
Bischbrunn ·
Burgsinn ·
Erlenbach bei Marktheidenfeld ·
Esselbach ·
Eußenheim ·
Fellen ·
Frammersbach ·
Gemünden am Main ·
Gössenheim ·
Gräfendorf ·
Hafenlohr ·
Hasloch ·
Himmelstadt ·
Karbach ·
Karlstadt ·
Karsbach ·
Kreuzwertheim ·
Lohr am Main ·
Marktheidenfeld ·
Mittelsinn ·
Neuendorf ·
Neuhütten ·
Neustadt am Main ·
Obersinn ·
Partenstein ·
Rechtenbach ·
Retzstadt ·
Rieneck ·
Roden ·
Rothenfels ·
Schollbrunn ·
Steinfeld ·
Thüngen ·
Triefenstein ·
Urspringen ·
Wiesthal ·
Zellingen